# Krata konstrukcyjna
Krata konstrukcyjna, nazywana również „kratownicą” – konstrukcja płaska lub przestrzenna, złożona tylko z elementów prętowych, o których zakłada się, że pracują na czyste rozciąganie lub ściskanie. Dzięki temu założeniu w obliczeniach traktuje się węzły jako przegubowe. Pręty ściskane projektuje się z uwzględnieniem możliwości ich utraty stateczności (wyboczenia). Badaniem tego zjawiska, w wieku XVIII, zajmował się Leonhard Euler inspirowany przez katastrofy mostów kratowych spowodowanych wyboczeniem ich prętów.
Kratownice są konstrukcjami lekkimi i odznaczającymi się dużą sztywnością, stosowanymi w przekryciach dachowych dużych hal widowiskowych i przemysłowych. Mają one zastosowanie nie tylko w budownictwie, ale również w takich konstrukcjach jak, na przykład, Międzynarodowa Stacja Kosmiczna.